# Lucius Licinius Crassus
Pour les articles homonymes, voir Licinius Crassus.
Lucius Licinius Crassus (140-91 av. J.-C.) est un jurisconsulte et orateur romain, fils de Publius Licinius Crassus. Cicéron le considère comme un des orateurs les plus remarquables de son temps, et admire sa capacité d'analyse et d'argumentation, ainsi que sa finesse d'esprit, tout en lui trouvant une relative faiblesse d'ornementation de style. À ce titre, Cicéron le cite abondamment dans le Brutus, une histoire des orateurs illustres, et le met en scène dans ses Trois dialogues sur l'orateur, qu'il situe dans une maison de campagne de Crassus, à Tusculum.

## Vie publique
En 121 av. J.-C., à 19 ans, il est l'élève de l'historien Lucius Coelius Antipater. En 119 av. J.-C., il débute comme orateur en attaquant en justice le consul sortant Caius Papirius Carbo pour avoir été un partisan de Tiberius Gracchus. Carbo s'empoisonna. En 118 av. J.-C., son discours permet de faire passer malgré la résistance du Sénat une loi sur l'établissement de la colonie de Narbo Martius en Gaule narbonnaise, dont il assure lui-même la fondation. En 113 av. J.-C., il assure la défense de la vestale Licinia accusée d'inceste ; il obtient un premier jugement favorable, mais ne peut éviter sa condamnation lors de la révision du procès,.
En 108 av. J.-C., il est questeur en Asie. Il en profite pour parfaire ses études rhétoriques et philosophiques avec Métrodore de Scepsis, l'un des principaux fondateurs du scepticisme, y apprend le grec, et y prend des contacts. Sur le voyage du retour, à Athènes, il approfondit ses études.
En 107 av. J.-C., il est élu tribun de la plèbe, qu'il exerce sans rien de notable. L'année suivante en 106 av. J.-C., , il devient préteur. Dans un discours dont Cicéron cite un passage, il soutient le projet de loi du consul Quintus Servilius Caepio, qui vise à faire siéger des sénateurs dans les jurys purement composés de chevaliers selon la réglementation instituée par Caius Gracchus,
En 103 av. J.-C., alors qu'il est édile curule, il organise des jeux magnifiques.
En 95 av. J.-C., il est élu consul. Il défend Quintus Servilius Caepio, quand celui-ci est accusé par le tribun Caius Norbanus de mauvaise conduite à la guerre (refusant de coopérer avec son supérieur, il est responsable de la plus grave défaite romaine depuis Cannes). Avec son collègue du consulat, Quintus Mucius Scævola, il rédige une loi, la lex Licinia Mucia, qui refuse la citoyenneté romaine à certaines cités latines et italiennes, ce qui fut un prélude à la guerre sociale. durant son consulat, il disperse quelques bandes de brigands en Gaule cisalpine, et sollicite les honneurs du triomphe, ce à quoi son collègue s'oppose vu la modestie de ce succès militaire. Crassus prit une petite revanche deux ans plus tard en accablant Scaevola de moqueries lors d'un procès qui les opposait comme avocats,.
En 92 av. J.-C., il devient censeur. Il se trouve à plusieurs reprises en polémique avec son collègue Cnaeus Domitius Ahenobarbus. Néanmoins, ils s'accordent pour chasser de Rome les rhéteurs qui enseignaient en latin l'art de la rhétorique, sous prétexte qu'ils enseignaient avec des méthodes nouvelles et formaient leurs élèves à une école d'impudence par leurs exercices de paroles stériles. Ce coup d'arrêt à l'enseignement oral et en latin de la rhétorique ne concerne pas l'enseignement en grec, fréquenté par l'élite romaine. Selon Guy Achard, l'enseignement en latin se serait alors propagé par le moyen de l'écrit, avec la publication quelques années plus tard de la Rhétorique à Herennius et du De inventione.
Durant l'année 91 av. J.-C., il défend les propositions du tribun de la plèbe Marcus Livius Drusus faites en faveur du peuple et soutenues par le Sénat, contre son adversaire le consul Lucius Marcius Philippus. Engagé durant des heures dans un débat intense contre Philippe lors de la séance sénatoriale du 13 septembre, il éprouve une violente douleur au côté et meurt une semaine après.

## Vie privée
Il se marie avec la fille de l'augure Quintus Mucius Scaevola (petite-fille de Caius Laelius Sapiens). De ce mariage, il a deux filles Licinia Crassa Maior et Licinia Crassa Minor.
Il demeure dans une maison dont il a hérité, et qu'il décore magnifiquement : il est le premier à Rome qui installe des colonnes de marbre dans son atrium. Il plante aussi six arbres lotos, qui contribuent à l'admiration de sa maison. Lorsqu'ils étaient censeurs, Cnaeus Domitius Ahenobarbus lui reprocha d'habiter une maison d'une si grande valeur et offrit de l'acheter 6 millions de sesterces. Crassus accepta à condition de garder les arbres lotos. Furieux, Domitius refusa, et Crassus lui demanda ironiquement lequel des deux donnait le mauvais exemple, celui qui vivait dans sa maison reçue par héritage, ou celui qui achetait six arbres au prix de 6 millions.